# Phyllanthus everettii
Phyllanthus everettii är en emblikaväxtart som beskrevs av Charles Budd Robinson. Phyllanthus everettii ingår i släktet Phyllanthus och familjen emblikaväxter.
Artens utbredningsområde är Filippinerna. Inga underarter finns listade i Catalogue of Life.